# Roberto Simonsen
Roberto Cochrane Simonsen (Santos, 18 de fevereiro de 1889 — Rio de Janeiro, 25 de maio de 1948) foi um engenheiro, industrial, intelectual, administrador, empresário, escritor e político brasileiro.

## Biografia
Filho de Sidney Martin Simonsen, cidadão inglês radicado no Brasil aos 25 anos de idade, e Robertina da Gama Cochrane, esta descendente de uma família pertencente à nobreza escocesa, da qual destaca-se Thomas Cochrane, um dos pioneiros introdutores da homeopatia no Brasil.
Começou a sua educação primária em Santos, no Colégio Tarquínio Silva, e depois foi para o Colégio Anglo-Brasileiro, em São Paulo. 
Em 1909 se formou engenheiro civil pela Escola Politécnica de São Paulo (hoje, integrante da Universidade de São Paulo).
Após formado, trabalhou na companhia ferroviária Southern Brazil Railway (Ferrovia do Sul do Brasil). 
Logo, saiu para ocupar por 2 anos a diretoria-geral de obras na prefeitura de Santos. Foi também engenheiro-chefe da Comissão de Melhoramentos de Santos. 
Em 1912 fundou a Companhia Construtora de Santos, fato que foi o início de seu ofício de empresário.
Em 1919 iniciou-se na diplomacia, integrando missões comerciais. Graças à sua amizade com o ministro da Guerra Pandiá Calógeras do governo Epitácio Pessoa (1919-1922), a sua companhia executou a construção de quartéis para o Exército em diversos estados do país.
Em 1923, a prefeitura de São Paulo abriu concorrência para pavimentação da cidade especificando a marca do asfalto a ser utilizada. Era o asfalto natural que se encontra na ilha de Trinidad produzido pela monopolista Barber Asphalt Company. O importador exclusivo desse material era a firma Monteiro & Aranha. A empresa de Simonsen representava a Barret Company, que produzia um asfalto artificial derivado do petróleo. Com o apoio do vereador Luiz Augusto Pereira de Queiroz, Simonsen iniciou uma polêmica que se tornaria a publicação "O calçamento de asfalto em São Paulo - aspecto técnico".
Participou ativamente do Movimento Constitucionalista paulista, em 1932, em resistência ao golpe de estado desferido por Getúlio Vargas e outros na Revolução de 1930.

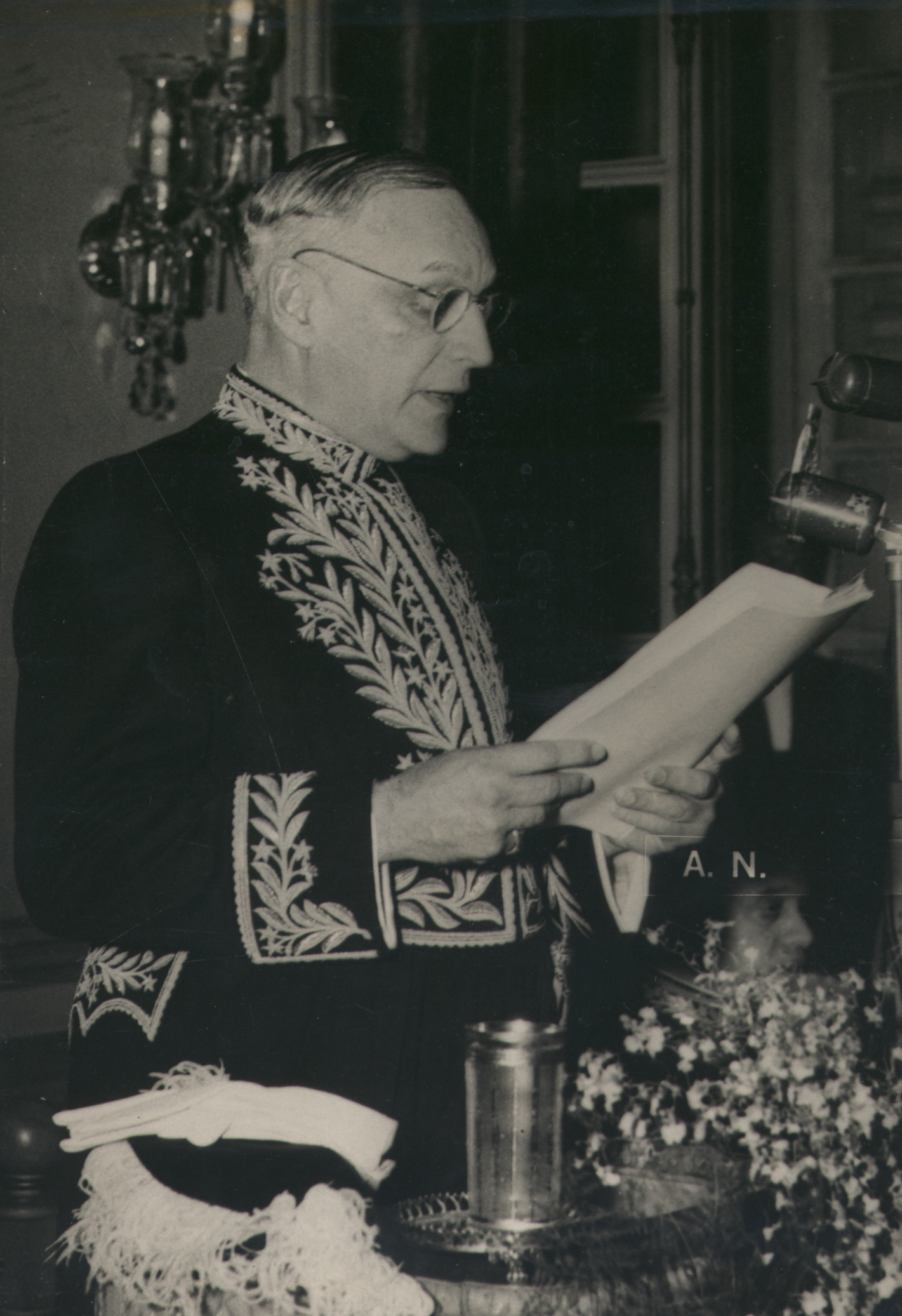
ABL

Integrou o movimento intelectual pela fundação da primeira escola superior que ofereceria sociologia e política no Brasil, a atual Escola de Sociologia e Política de São Paulo (FESPSP), onde lecionou história econômica do Brasil, atividade que o levou a publicar alguns trabalhos acadêmicos sobre o tema.
Em 1933 ingressou na política, sendo eleito deputado constituinte por São Paulo. Exerceu o mandato de deputado federal na legislatura de 1933 a 1937. Quando o país voltou ao regime democrático, após a II Guerra Mundial, elegeu-se senador, cargo que ocupava quando faleceu.
Era, ainda, presidente da Confederação Nacional da Indústria (CNI), presidente da Federação das Indústrias do Estado de São Paulo (FIESP) e integrante do conselho superior da FESPSP. 
Sua atividade empresarial continuava, como presidente da Companhia Construtora de São Paulo e da Cerâmica São Caetano.

## Membro de instituições
Foi membro da Academia Paulista de Letras e Academia Brasileira de Letras, do Instituto Histórico e Geográfico de São Paulo, Instituto Histórico e Geográfico de Santos e Instituto Histórico e Geográfico Brasileiro; pertenceu ao Clube de Engenharia do Rio de Janeiro e ao Instituto de Engenharia de São Paulo.
No exterior, era membro da National Geographic Society de Washington, D.C., da Royal Geographic Society de Londres e da Academia Portuguesa de História.

## Homenagens
A FIESP possui o Instituto Roberto Simonsen. Foi, ainda:
- Comendador da Ordem Nacional do Mérito do Paraguai;
- Comendador da Ordem Nacional do Mérito do Chile;
- Medalha de Prata do cinquentenário da Proclamação da República;
- O Estádio Roberto Simonsen (estádio do SESI) em Manaus;
- A Escola de Educação Básica Roberto Cochrane Simonsen (SESI Escola Várzea Grande) em Mato Grosso.

## Obras
A produção de Roberto foi toda voltada para os aspectos econômicos, e à sua atividade no magistério de economia. Publicou os seguintes livros:
- O Município de Santos (1912)
- Os Melhoramentos Municipais de Santos (1912)
- Gado e a Carne no Brasil (1919)
- O Trabalho Moderno (1919)
- Calçamento de São Paulo (1923)
- A Orientação Industrial Brasileira (1928)
- As Crises no Brasil (1930)
- As Finanças e a Indústria (1931)
- A Construção dos Quartéis para o Exército (1931)
- À Margem da Profissão (1923)
- Rumo à Verdade (1933)
- Ordem Econômica e Padrão de Vida (1934)
- Aspectos da Economia Nacional (1935)
- História Econômica do Brasil – 2 volumes (1937)
- A Indústria em face da Economia Nacional (1937)
- Conseqüências Econômicas da Abolição. Conferência promovida pelo Departamento de Cultura no Primeiro Centenário da Abolição. Rio de Janeiro. \'Jornal do Commercio\' em 8 de março de 1938. Reimpressa na Revista do Arquivo Municipal de São Paulo. 1938. V. XLVII. P. 257 E Seguintes.
- Discurso Pronunciado na Colação de Grau dos Primeiros Bacharéis em Ciências Políticas e Sociais, SP. \'Correio Paulistano\', 19 de dezembro de 1937.
- Aspectos da História Econômica do Café (1938)
- A Evolução Industrial do Brasil (1939)
- Objetivos da Engenharia Nacional (1939)
- Recursos Econômicos e Movimentos de População (1940)
- Níveis de Vida e a Economia Nacional (1940)
- As Indústrias e as Pesquisas Tecnológicas (1941)
- As Classes Produtoras de São Paulo e o Momento Nacional (1942)
- Ensaios Sociais Políticos e Econômicos (1943)
- As indústrias e as pesquisas tecnológicas (1943)
- O Plano Marshall e a América Latina, relatório (1947)

## Academia Brasileira de Letras
Foi eleito em 9 de agosto de 1945 para ocupar a cadeira 3 da Academia, que tem por patrono Artur de Oliveira, como seu segundo ocupante, sendo recebido por José Carlos de Macedo Soares, em 7 de outubro do ano seguinte.
Roberto veio a falecer em pleno Salão Nobre da Academia, enquanto discursava saudando o primeiro-ministro belga Paul van Zeeland, que visitava o país.